# George Downing Liveing
George Downing Liveing (* 21. Dezember 1827 in Nayland, Suffolk; † 29. Dezember 1924 in Cambridge) war ein englischer Chemiker.
Liveing war der Sohn eines Chirurgen, studierte an der Universität Cambridge mit dem Bachelor-Abschluss 1851 und war 1853 bis 1860 Fellow des St. John’s College (1911 bis 1924 war er dessen Präsident). Er war Professor für Chemie an der Royal Military Academy Sandhurst und 1861 bis 1908 in Cambridge. Er war wesentlich am Aufbau eines neuen modernen Labors (eingeweiht 1888) an der Universität beteiligt. Er starb auf dem Weg zu seinem College, als er von einem Radfahrer umgefahren wurde.
Liveing befasste sich besonders mit Spektroskopie.
1901 erhielt er die Davy-Medaille. Er war Fellow der Royal Society (1879).